# Дряновець (Добрицька область)
Дря́новець (болг. Дряновец) — село в Добрицькій області Болгарії. Входить до складу общини Добричка.

## Населення
За даними перепису населення 2011 року у селі проживала 21 особа, з них 20 осіб (95,2%) — цигани.
Розподіл населення за віком у 2011 році:
Динаміка населення: